# Sonet 144 (William Szekspir)

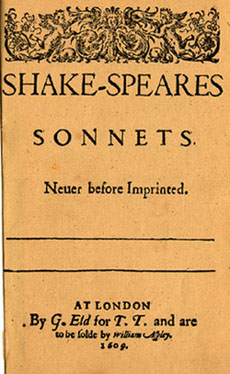
Strona tytułowa pierwszego wydania sonetów Shakespeare’a

Sonet 144 (Dwie mam miłości, rozpacz i otucha) – jeden z cyklu sonetów autorstwa Williama Shakespeare’a, opublikowany pierwotnie w 1599 roku, inaczej niż pozostałe utwory z tej serii, które ukazały się drukiem dopiero w 1609 roku.

## Treść
Sonet ten, skierowany do Czarnej Damy, opisuje rozterki moralne podmiotu lirycznego. Ten musi wybrać między jedną z osób, którą kocha: pomiędzy mężczyzną a kobietą. Zauważa jednocześnie, że kobieta ma w sobie wiele cech diabła.